# Servillejas
Servillejas es una localidad española del municipio de Campoo de Yuso, perteneciente a la comunidad autónoma de Cantabria.

## Geografía
La localidad se encuentra a 919 m s. n. m. y a un kilómetro de la capital municipal, La Costana.
A esta población se accede desde la carretera CA-171 a través de la carretera local CA-724 y carece de líneas de transporte público regular, siendo la parada más cercana la situada en La Costana en la intersección de dichas carreteras.

## Historia
Hacia mediados del siglo XIX, el lugar, ya por entonces perteneciente a Campoo de Yuso, tenía contabilizada una población de 40 habitantes. Aparece descrito en el decimocuarto volumen del Diccionario geográfico-estadístico-histórico de España y sus posesiones de Ultramar de Pascual Madoz con las siguientes palabras:

SERVILLEJAS: l. en la prov. de Santander (13 leg.), part. jud. de Reinosa (2), dióc., aud. terr. y c. g. de Búrgos (17), ayunt. de Campó de Yuso. sit. en un vallecito; su clima es frio; sus enfermedades mas comunes reumas y fiebres catarrales. Tiene 11 casas; iglesia parroquial (Sta. Maria) servida por un cura que presentaba el prior del conv. de dominicos de Ntra. Sra. de Montesclaros, y buenas aguas potables. Confina con pueblos del ayuntamiento á que pertenece. El terreno es de buena calidad y de secano; por él corren las aguas de un arroyo que llaman Sobremolino. Hay un monte de roble, y algunos prados naturales. Los caminos dirigen á los pueblos limítrofes: recibe la correspondencia de Reinosa. prod.: granos, legumbres, patatas y pastos; cria ganado vacuno, de cerda y lanar, y caza mayor y menor. ind.: trasporte de efectos comerciales. pobl.: 10 vec., 40 alm. contr.: con el ayunt.
(Madoz, 1849, p. 199)

En 2023, la entidad singular de población tenía empadronados 10 habitantes y el núcleo de población, también 10.